# Кролики
Кро́лики — общее название нескольких родов млекопитающих из семейства зайцевых (в том числе и домашних кроликов). 

## Этимология
Русское название животного заимствовано из польского языка (пол. królik — букв. «королёк, маленький король»), в свою очередь, польская лексема является калькой с ср.-в.-нем. küniklîn (ср. нем. Kaninchen, диал. верх.-нем. Künigl, Königshase), восходящего к лат. cuniculus.

## Характерные черты

### Отличия от зайцев
Кролики отличаются от зайцев альтрициальностью (термин восходит к лат. altrīx, īcis f. [altor] «кормилица, воспитательница», как и термин альтрициальный, англ. altricial — «незрелорождающийся», — применяемый, в частности, к гнездовым птицам и к таким млекопитающим, как крысы, медведи и тому подобные) — их детёныши рождаются слепыми, лишёнными мехового покрова, растут в норах. Зайцы, напротив, — прекоциалы: зайчата появляются на свет покрытыми шерстью, с открытыми глазами. Все кролики, кроме американского, живут в подземных норах, часто глубоких и сложных; тогда как зайцы — в простых гнёздах, расположенных на земле (так же делают и американские кролики). Зайцы к тому же обычно не живут группами. Зайцы в целом больше кроликов, их уши длиннее, а мех имеет чёрные отметки. Зайцы до сих пор не приручены — кролики же часто выступают в качестве домашних питомцев.

### Анатомические особенности
Кролики обладают полными, овальными телами. Их уши достигают длины более 10 см, возможно, являются адаптацией к обнаружению хищников, также для охлаждения тела. Размеры и вес кролика колеблются от 20 см в длину и 0,4 кг веса до 50 см и веса более 5 кг. Мех кроликов, как правило, длинный и мягкий, с оттенками коричневого, серого и тёмно-жёлтого цветов. Короткий хвост покрыт большим количеством коричневатого меха (белого на верхушке в случае американских кроликов).
Кролики обладают большими, мощными задними лапами. На передних лапах по пять пальцев, на задних — по четыре. Пальцы заканчиваются когтями. Кролики — пальцеходящие животные; перемещаясь, они опираются на кончики своих пальцев.
Поскольку у кроликов надгортанник расположен над мягким нёбом (за исключением тех случаев, когда они глотают), они обладают обязательным носовым дыханием. У кроликов есть два комплекта резцов, расположенных один за другим. По этому признаку их можно отличить от грызунов, с которыми их часто путают. Карл Линней изначально объединял кроликов и грызунов в класс грызунообразные. Позже они были разделены, поскольку преобладало мнение о том, что многие сходства являются результатом конвергентной эволюции. Однако недавние анализы ДНК и обнаружение общего предка подтвердили мнение, что кролики и грызуны имеют общее происхождение, поэтому сейчас их часто объединяют в общий таксон Грызунообразные.
Кролики обладают кишечным пищеварением. Бо́льшая часть их пищеварительного процесса происходит в толстой и слепой кишке. Слепая кишка кроликов примерно в 10 раз больше их желудка, и вместе с толстой кишкой составляет приблизительно 40 % их желудочно-кишечного тракта. Уникальная мускулатура слепой кишки позволяет кишечному тракту кроликов отделять волокнистый материал от более легкоусвояемого вещества; волокнистый материал выходит как фекалии, в то время как более питательные вещества упаковываются в слизистую оболочку и выходят как цекотрофы. Цекотрофы содержат большое количество минералов, витаминов и протеинов, которые необходимы для здоровья кроликов. Они едят цекотрофы, чтобы удовлетворить свои пищевые потребности; слизистая оболочка позволяет питательным веществам проходить через кислотную среду желудка для дальнейшего переваривания в кишечнике. Данный процесс помогает кроликам извлекать из еды необходимые им питательные вещества.
Кролики — животные-жертвы, поэтому они всегда настороже относительно своего окружения. Столкнувшись с потенциальной угрозой, кролик может застыть и приступить к обзору местности, а затем предупредить своих сородичей, сильно ударяя лапами по поверхности земли. У кроликов очень широкое поле зрения, и значительная его часть уделена обзору пространства, которое находится у них над головой.
Кролики спасаются от хищников, вырывая нору, упрыгивая прочь в зигзагообразной манере; в случае, если кролика схватили, он наносит схватившему мощный пинок задними лапами. Сильные крепкие зубы, позволяющие кроликам эффективно кусаться, также помогают им вырваться.

## Места обитания и распространённость
Места обитания кроликов включают в себя поляны, леса, луга, пустыни и водно-болотные угодья. Кролики живут группами, и самый известный вид — дикий кролик (он же «европейский кролик»), обитает в подземных норах, нередко объединённых в большую систему.
Больше половины всей мировой популяции кроликов обитает в Северной Америке. Кролики также исконно присущи для юго-западной Европы, юго-восточной Азии, Суматры, некоторых островов Японии; а также некоторых частей Африки и Южной Америки. Кролики не водятся на большей части Евразии, где представлены различные виды зайцев.
В Южной Америке кролики появились в результате великого межамериканского обмена. На большей части этого континента представлен только один вид кроликов — бразильский кролик. При этом большая часть Южного конуса совсем не содержит кроликов.
Дикий кролик был внедрён во многие места земного шара, в частности, завезён в Австралию.

## Таксономия
- Brachylagus idahoensis
Айдахский кролик
- Oryctolagus cuniculus
Европейский кролик
(дикий тасманский экземпляр)
- Romerolagus diazi
Бесхвостый кролик
(чучело)

- Sylvilagus aquaticus
Водяной кролик
(подросток)
- Sylvilagus audubonii
Степной кролик
- Sylvilagus bachmani
Калифорнийский кролик
- Sylvilagus brasiliensis
бразильский кролик
(чучело)
- Sylvilagus palustris
hefneri
Болотный кролик

## Домашние кролики
Домашний кролик — это одомашненная разновидность дикого (европейского) кролика (одомашнен был поздно, приблизительно в VI веке н. э.). Человек использует кроликов как в качестве домашних питомцев, так и для получения выгоды в виде мяса, шкурок и шерсти, а также в качестве подопытных животных при проведении лабораторных исследований. Существует множество пород кроликов. Отрасль животноводства, занимающаяся разведением домашних кроликов, называется кролиководство.

## Кролики-вредители
Нашествие европейских диких кроликов на Австралию началось в 1856 году с покорения юго-восточной части материка. Кроликов завезли с собой колонисты, и те за 50 лет заселили район Австралии, по площади превышающий половину Европы, причиной чему послужила кроличья плодовитость (одна самка за год рождает до 40 крольчат) и отсутствие естественных врагов. Кролики съели растительность, которой питались местные виды животных, и выселили их из нор, что привело к исчезновению многих представителей местной фауны, а также лесов, поскольку кролики поедали молодые побеги, не давая деревьям вырасти. Правительство Австралии было вынуждено выделить значительные средства на строительство специального проволочного заграждения.

## Болезни кроликов
Кролики очень восприимчивы к болезням животных и человека, которые по происхождению подразделяются на заразные и незаразные. Лечение кроликов нецелесообразно экономически по затратам времени и средств, поэтому крупные хозяйства сразу отдают больных кроликов на убой для шкур и мяса. При обновлении поголовья кролики проходят трёхнедельный карантин. Для профилактики заболеваний весной и осенью проводится дезинфекция места содержания кроликов, которая повторяется перед окролом самок. Осуществляется контроль состояния кроликов ветеринарами: осмотры проводятся перед случкой, окролом, после окрола; молодняк — на второй день после рождения и каждые 10—15 дней до достижения трёхмесячного возраста.

### Незаразные болезни
Незаразные болезни кроликов вызываются неправильным кормлением или содержанием.
- Болезни органов пищеварения — возникают в случае неправильного кормления недоброкачественными или не соответствующими возрасту животного кормами, их резкой смены, также простуды. При нехватке молока крольчата поедают грубый корм, предназначенный для матери, который повреждает слизистые оболочки желудка и кишечника и приводит к воспалению. Взрослые кролики заболевают при поедании недоброкачественных кормов, поражённых гнилью и плесенью, загрязнённых продуктами жизнедеятельности. Болезни органов пищеварения проявляются диареями, запорами, вздутиями живота[12].
- Болезни органов дыхания — причиной воспаления слизистой оболочки дыхательных путей, лёгких и плевры может быть переохлаждение, возникшее из-за сквозняков и высокой влажности. Другими причинами могут быть химические и механические поражения из-за содержания в загрязнённых и запылённых клетках. Болезни органов дыхания проявляются общим угнетённым состоянием, поражениями носа, чиханием, затруднённым дыханием, болезненности грудной клетки[12].
- Обморожения — от низких температур в первую очередь страдают уши кроликов, которые при сильном поражении могут отпадать[12].
- Рахит — проявляется в нарушениях костей и вызван недостатком в питании витамина D, фосфора и кальция[12].
- Солнечный и тепловой удары — при воздействии прямых солнечных лучей или высокой температуры, особенно при сопутствующей духоте, может проявиться вялость, плохой аппетит, воспаление слизистых. В тяжёлых случаях кролики погибают[12].
- Травмы — в тесноте или при наличии у клеток травматичных деталей кролики могут получить ушибы, раны и переломы. При тяжёлых повреждениях лечение нецелесообразно, кроликов сразу отправляют на убой[12].

### Заразные болезни
Заразные болезни кроликов вызываются бактериями, вирусами или паразитами, живущими на теле или во внутренних органах. Среди них:
- Вирусная геморрагическая болезнь кроликов
- Инфекционный мастит — воспаление молочной железы.
- Инфекционный ринит
- Инфекционный стоматит — наиболее часто встречающееся поражение слизистой оболочки полости рта.
- Кокцидиоз
- Колибактериоз — острая инфекционная болезнь молодняка, вызываемая патогенной кишечной палочкой и проявляющаяся главным образом диареей[13].
- Миксоматоз — быстро распространяющаяся острая инфекционная болезнь кроликов и зайцев с инкубационным периодом 3—11 дней, возбудителей переносят грызуны и кровососущие насекомые.
- Спирохетоз — инфекционное заболевание, возбудителем которой являются бактерии спирохеты, поражающие половые органы кроликов; заражение происходит при спаривании. Болезнь снижает плодовитость самок[12].
- Сальмонеллёзы — острые кишечные инфекции, вызываемые сальмонеллами.
- Трихофития — кожные инфекционные заболевания, вызываемые грибами.
- Туберкулёз
- Чесотка — заразное кожное заболевание, вызываемое чесоточным клещом.
- Педикулёз — поражение кроличьей вошью[12].

## Кролик как лабораторное животное
Кролик — один из самых распространённых видов лабораторных животных, используемых при проведении экспериментальных исследований. Организм кролика очень чувствителен к воздействию биологических агентов, включая микробы, вирусы и физические факторы, поэтому они широко используются в медицинской и биологической промышленности при изготовлении и испытании лечебных и профилактических препаратов. При производстве лекарственных средств и иммунобиологических препаратов на кроликах проводят исследования на пирогенность.
В качестве лабораторных животных наравне с белыми мышами, крысами и морскими свинками кроликов используют при индикации антигенной активности противовирусных вакцин, также кролики являются экспериментальным объектом при разработке и оценке офтальмологических методов.

## Кролики в искусстве

### Кролики в фольклоре и мифологии
- В античной культуре кролик выступал в качестве символа плодовитости и жизни, а также распутства и являлся одним из атрибутов богини Венеры (Афродиты)[15].
- В китайской литературе кролик является спутником богини Чанъэ на Луне. Он обычно изображается толкущим в ступе эликсир бессмертия.
- Согласно японской мифологии, кролики живут на Луне, где делают моти — популярную закуску из риса.
- Кролики также являются одним из 12 знаков Зодиака Китая в китайском календаре[16]. Интересно, что во вьетнамском календаре кроликов заменили кошками, поскольку кролики не обитают на территории Вьетнама.
- В африканском фольклоре кролик является положительным героем, обладающим умом и изворотливостью[17].
- Кролик изображается у ног Девы Марии, как символ победы целомудрия[18].
- Кроличья лапка является талисманом удачи[19].

### Кролики в искусстве
- Братец Кролик — персонаж «Сказок дядюшки Римуса» Джоэля Чандлера Харриса.
- У американского писателя Джона Апдайка Хойера есть цикл «Романов о Кролике» («Кролик, беги», «Кролик вернулся» и так далее).
- Кролик — один из героев серии сказок про Винни-Пуха.
- Белый Кролик — персонаж сказок Льюиса Кэрролла «Алиса в Стране чудес».
- Широко известна повесть Фазиля Искандера «Кролики и удавы».
- Серия сказок английской писательницы и художницы Беатрис Поттер под названием «Кролик Питер».
- Роман Ричарда Адамса «Корабельный холм» (или «Обитатели холмов») целиком посвящён диким кроликам.
- В книге Дугала Диксона «После человека: Зоология будущего» высказано предположение о том, что кролики в процессе эволюции превратятся в бегающий аналог копытных — кролопу.
- Кролики являются второстепенными героями сказочного цикла книг «Рэдволл» Брайана Джейкса.
- Мультяшный кролик Роджер — главный персонаж фильма «Кто подставил кролика Роджера».
- Мультяшный кролик Шалтай — второстепенный персонаж мультсериала «Чокнутый».
- Кролик Крош — один из персонажей российского мультсериала «Смешарики».
- Багз Банни — антропоморфный серо-белый кролик, наиболее известный по сериям короткометражных мультфильмов Looney Tunes и Merrie Melodies производства Warner Bros.